# ديسكوبيرتا (فئة فرقيطة)
ديسكوبرتا كلاس هي فرقيطة بنيت لصالح القوات البحرية الإسبانية في أواخر عقد 1970 وأوائل عقد 1980، تم بيع هذة السفينة لكل من القوات البحرية المصرية والقوات البحرية الملكية المغربية تم تصميم السفينة بالتعاون مع الشركة الألمانية بلوم فوس بناء على الفرقيطة جواو كوتينهو كلاس التي صممت في أواخر عقد 1960 لصالح القوات البحرية البرتغالية بواسطة المهندس البحري البرتغالي روجيريو دي أوليفيرا، تم اقتراح بناء نسخة أكبر كدفعة ثانية ولكن القوات البحرية الأسبانية اختارت بناء فرقاطات أوليفر هازارد بيري كلاس بموجب ترخيص بدلا من ذلك.

## السفن

### القوات البحرية الإسبانية
| السفينة          | الرقم التسلسلي | الباني  | تاريخ الخدمة   | الحالة الحالية                            |
| ---------------- | -------------- | ------- | -------------- | ----------------------------------------- |
| ديسكوبرتا        | F31            | قرطاجنة | 18 نوفمبر 1978 | خارج الخدمة                               |
| ديانا            | F32            | قرطاجنة | 30 يونيو 1979  | تحولت إلى سفينة دعم ورد أنها بيعت لأنجولا |
| إينفنتا إيلينا   | F33            | قرطاجنة | 12 أبريل 1980  | في الخدمة                                 |
| إينفنتا كريستينا | F34            | قرطاجنة | 24 نوفمبر 1980 | في الخدمة                                 |
| كازادورا         | F35            | فيرول   | 2 يوليو 1981   | في الخدمة                                 |
| فينسدورا         | F36            | فيرول   | 27 مارس 1982   | في الخدمة                                 |

### القوات البحرية المصرية
| السفينة | الرقم التسلسلي | الباني       | تاريخ الخدمة   | الحالة الحالية |
| ------- | -------------- | ------------ | -------------- | -------------- |
| السويس  | F941           | بازان، فيرول | 21 أغسطس 1984  | في الخدمة      |
| أبو قير | F946           | بازان، فيرول | 27 أكتوبر 1984 | في الخدمة      |

### القوات البحرية الملكية المغربية
| السفينة                    | الرقم التسلسلي | الباني       | تاريخ الخدمة   | الحالة الحالية |
| -------------------------- | -------------- | ------------ | -------------- | -------------- |
| الليوتنان كولونيل الرحماني | F-501          | بازان، فيرول | 26 فبراير 1982 | في الخدمة      |